# Harry Digweed
Harry Digweed (1878 – 1965) là một cầu thủ bóng đá người Anh thi đấu ở Football League cho Burton United, và ở Southern League cho Plymouth Argyle và Portsmouth. Ông thi đấu ở vị trí half back.